# 萨摩亚国旗
萨摩亚国旗于1949年2月24日作为联合国托管西萨摩亚的区旗而制定，1962年1月1日萨摩亚独立时被采用为国旗。旗地为红色，左上方的蓝色长方形内绘有南十字座。1948年设计当初，南十字座和新西兰的国旗一样仅有四颗星，1949年追加了第五个星。红色象征忠诚、白色象征纯洁、蓝色表示爱国心。
萨摩亚国旗与青天白日滿地紅旗（中华民国国旗）相似。

## 歷代國旗
- 1914年8月29日 - 1922年7月30日，萨摩亚的旗帜
- 1920年12月17日 - 1962年1月1日，萨摩亚的旗帜
- 1948年5月26日-1949年2月24日,西萨摩亚旗帜.
- 1949年2月24日-至今

### 歷代正式國旗

#### 前現代王國
- 1858年-1873年，萨摩亚王国的旗帜，与奥斯曼旗幟相似
- 1873年-1875年，历史上萨摩亚王国国旗 ，与中华民国国旗相似
- 1875年-1879年，历史上萨摩亚王国国旗 ，与美国国旗相似
- 马列托亚王朝时期萨摩亚王国国旗（1875年至1887年，1889年至1900年；茅运动（萨摩亚独立引动）代表旗帜）
- 图普阿王朝时期的萨摩亚王国国旗（1875年至1887年，1889年至1900年）
- 萨摩亚王国国旗（1887年至1889年）

#### 德国殖民地時期
- 1900年3月1日-1914年8月29日，德属萨摩亚的旗帜
- 1900年3月1日-1914年8月29日，在德属萨摩亚使用的旗帜

#### 英新殖民地時期
- 1914年8月29日 - 1922年7月30日，萨摩亚的旗帜.
- 1922年7月30日-1962年1月1日，西萨摩亚所使用的旗幟.

#### 獨立至今
- 1948年5月26日-1949年2月24日,西萨摩亚旗帜.
- 1949年2月24日-至今

### 曾作為或拟议的德属萨摩亚國旗
- 1900年3月1日-1914年8月29日，德属萨摩亚的旗帜.
- 1914年拟议的德属萨摩亚旗帜(未使用).
- 1914年拟议的德属萨摩亚旗帜(未使用).

## 相似旗帜
- 1924年6月30日-至今，中华民国的国旗。
- 緬甸國旗（1948年－1974年）
- 緬甸國旗（1974年－2010年）